# Kabinett Hellwege II
Das Kabinett Hellwege II bildete vom 19. November 1957 bis zum 5. Mai 1959 die Niedersächsische Landesregierung. Das Kabinett endete regulär mit der Landtagswahl 1959.
| Amt                                                | Name                                     | Partei | Partei |
| -------------------------------------------------- | ---------------------------------------- | ------ | ------ |
| Ministerpräsident                                  | Heinrich Hellwege                        |        | DP     |
| Stellvertreter des Ministerpräsidenten             | August Wegmann                           |        | CDU    |
| Finanzen                                           | August Wegmann                           |        | CDU    |
| Inneres                                            | Hinrich Wilhelm Kopf                     |        | SPD    |
| Wirtschaft und Verkehr                             | Alfred Kubel                             |        | SPD    |
| Ernährung, Landwirtschaft und Forsten              | Kurt Rißling                             |        | CDU    |
| Justiz                                             | Werner Hofmeister                        |        | CDU    |
| Kultus                                             | Richard Langeheine (ab 4. Dezember 1957) |        | DP     |
| Soziales                                           | Georg Diederichs                         |        | SPD    |
| Vertriebene, Flüchtlinge und Kriegssachgeschädigte | Albert Höft                              |        | SPD    |